# 吉田潤 (外交官)
吉田 潤（よしだ じゅん）は、日本の外交官。2013年（平成25年）8月1日からモーリタニア駐箚特命全権大使。

## 経歴・人物
福井県出身。1973年（昭和48年）大阪外国語大学を中退して、外務省に入省する。1987年シアトル総領事館領事、1992年外務省中近東アフリカ局中近東第二課課長補佐、1994年4月外務省条約局法規課課長補佐、1997年7月エジプト大使館一等書記官、2001年7月ヨルダン大使館一等書記官、2004年5月外務省領事局海外邦人安全課邦人援護官。
ヨルダン大使館次席、外務省中東アフリカ局中東第一課地域調整官、トルコ大使館参事官を務めたのち、2011年（平成23年）2月、ジッダ総領事を経て、2013年（平成25年）8月1日からモーリタニア駐箚特命全権大使。10月22日、着任。

## 同期
- 河野雅治（11年駐伊大使・09年駐露大使・07年外務審議官・05年総合外交政策局長）
- 塩尻孝二郎（11年EU大使・08年駐インドネシア大使・05年外務省大臣官房長）
- 天野万利（07年OECD事務次長）
- 塩崎修（08年駐ホンジュラス大使）
- 坂場三男（08年駐ベトナム大使・06年外務報道官・中南米局長）
- 伊藤哲雄（09年駐ハンガリー大使・05年駐カザフスタン大使）
- 加来至誠（11年駐ホンジュラス大使、07年駐エルサルバドル大使）
- 野川保晶（12年駐ニュージーランド大使、07年駐ミャンマー大使）
- 杉本信行（01年上海総領事）
- 鈴木一泉（10年駐コロンビア大使）
- 中村滋（11年駐マレーシア大使・06年駐サウジアラビア大使・04国際情報統括官）
- 岩谷滋雄（10年駐オーストリア大使・07年駐ケニア大使）
- 鹿取克章（11年駐インドネシア大使・06年駐イスラエル大使）
- 黒田義久（10年駐ウズベキスタン大使）
- 並木芳治（10年駐コスタリカ大使）
- 塩口哲朗（11年駐ベネズエラ大使・08年駐ヨルダン大使・06年国際協力銀行理事・04年駐コートジボワール大使）
- 水野達夫（07年駐ネパール大使）
- 堀江正彦（07年駐マレーシア大使・04年駐カタール大使）
- 神谷武（11年駐パラグアイ大使・08年駐アルジェリア大使）
- 岡田眞樹（11年駐タンザニア大使・09年農畜産業振興機構理事）
- 小林正雄（11年駐ガボン大使・10年官房調査官）
- 佐藤博史（12年駐キューバ大使）
- 川原英一（13年駐グアテマラ大使）